# Aucana kaala
Aucana kaala là một loài nhện trong họ Pholcidae. Loài này có ở Nouvelle-Calédonie.